# Тэльяха (приток Хадытаяхи)
Тэльяха (устар. Тель-Яха) — река в России, протекает в Ямало-Ненецком АО. Устье реки находится в 35 км по правому берегу реки Хадытаяха (приток Вынгапура). Длина реки составляет 17 км.

## Данные водного реестра
По данным государственного водного реестра России относится к Нижнеобскому бассейновому округу, водохозяйственный участок реки — Пур. Речной бассейн реки — Пур.
Код объекта в государственном водном реестре — 15040000112115300055967.